# 内田役子
内田 役子（うちだ ゆきこ、1971年7月18日 - ）は、日本の元女子バレーボール選手、指導者。

## 来歴
広島県廿日市市友田出身。実姉がバレーボールをしていた影響で、小学校3年生からバレーを始める。佐伯中で県大会ベスト4、進徳女子高校では春高バレー・インターハイに出場した。
1990年、イトーヨーカドーに入部。主将を務めるなど活躍したが、1998年引退。その後現役復帰し、熊本選抜（熊本日産自動車）で1999年熊本国体優勝に貢献。国体選抜チーム解散後の同年、当時V1チームの東北パイオニアに入部。Vリーグ昇格に貢献した後、2002年二度目の引退。故郷に戻り一般の仕事をしていたが、チームからの復帰要請で半年後、三たび現役復帰。
2003年、第52回黒鷲旗全日本選手権初優勝に貢献。同年の全日本代表に初選出されたが、リーグでのチーム初優勝という目標を優先し代表を辞退。2003-04年第10回Vリーグでチームの司令塔として吉原知子、佐々木みき、斎藤真由美、多治見麻子らとチーム創部25年目、Vリーグ昇格4年目にしてリーグ初優勝に導いた。2005-06年第12回Vリーグでは、年を重ねるごとに円熟味を増したともいわれる絶妙のトスで栗原恵、フランシーヌ・フールマン、佐々木、多治見らと二度目のVリーグ（プレミアリーグ）制覇の原動力となり、自身も初のベスト6を獲得した。
2007年4月、Vリーグ出場試合が佐々木、多治見と共に女子選手歴代4位の232試合（当時）となり、リーグ40回大会を記念し創設された『Vリーグ特別表彰制度』で長期活躍選手として特別表彰された。
2007年5月、第56回黒鷲旗全日本選手権を最後に引退。アシスタントコーチとしてパイオニアで後進の指導にあたっていたが、2008年1月、選手兼任コーチとして四度目となる現役復帰をした。
2009年6月パイオニアを退団し、同年10月健祥会レッドハーツに移籍。
2010年6月、日立リヴァーレに移籍した。2012年5月、現役を引退しコーチに就任。
2016年、トヨタ車体クインシーズのコーチに就任。2019年に退団。
2020年、大野石油広島オイラーズのコーチに就任。2021年に退団が発表されたが、2022年に再度コーチ登録され、以降も指導を続けている。

## 所属チーム

### 選手
- 佐伯中
- 進徳女子高等学校
- イトーヨーカドープリオール（1990-1998年）
- 国体熊本選抜（1999年）
- パイオニアレッドウィングス（1999-2007年・2008-2009年）
- 健祥会レッドハーツ（2009-2010年）
- 日立リヴァーレ（2010-2012年）

### 指導者
- パイオニアレッドウィングス（2007-2009年）
- 日立リヴァーレ（2012-2014年）
- トヨタ車体クインシーズ（2016-2019年）
- 大野石油広島オイラーズ/広島オイラーズ（2020-2021年、2022年-）

## 受賞歴
- 2006年 - 第12回Vリーグ ベスト6
- 2007年 - プレミアリーグ Vリーグ栄誉賞